# Baupte
Baupte [bot] est une commune française située dans le département de la Manche en région Normandie, peuplée de 428 habitants.

## Géographie
| Coigny      | Coigny, Appeville | Appeville |
| Saint-Jores | Baupte            | Appeville |
| Saint-Jores | Saint-Jores       | Auvers    |

### Hydrographie
La commune est située dans le bassin Seine-Normandie. Elle est drainée par la Sèves, le cours d'eau 04 de la commune de Saint-Jores, le fossé 04 du Prieuré et la Judee,,.
La Sèves, d'une longueur de 33 km, prend sa source dans la commune de Muneville-le-Bingard et se jette  dans la Douve en limite de Auvers et de Carentan-les-Marais, après avoir traversé 15 communes. 

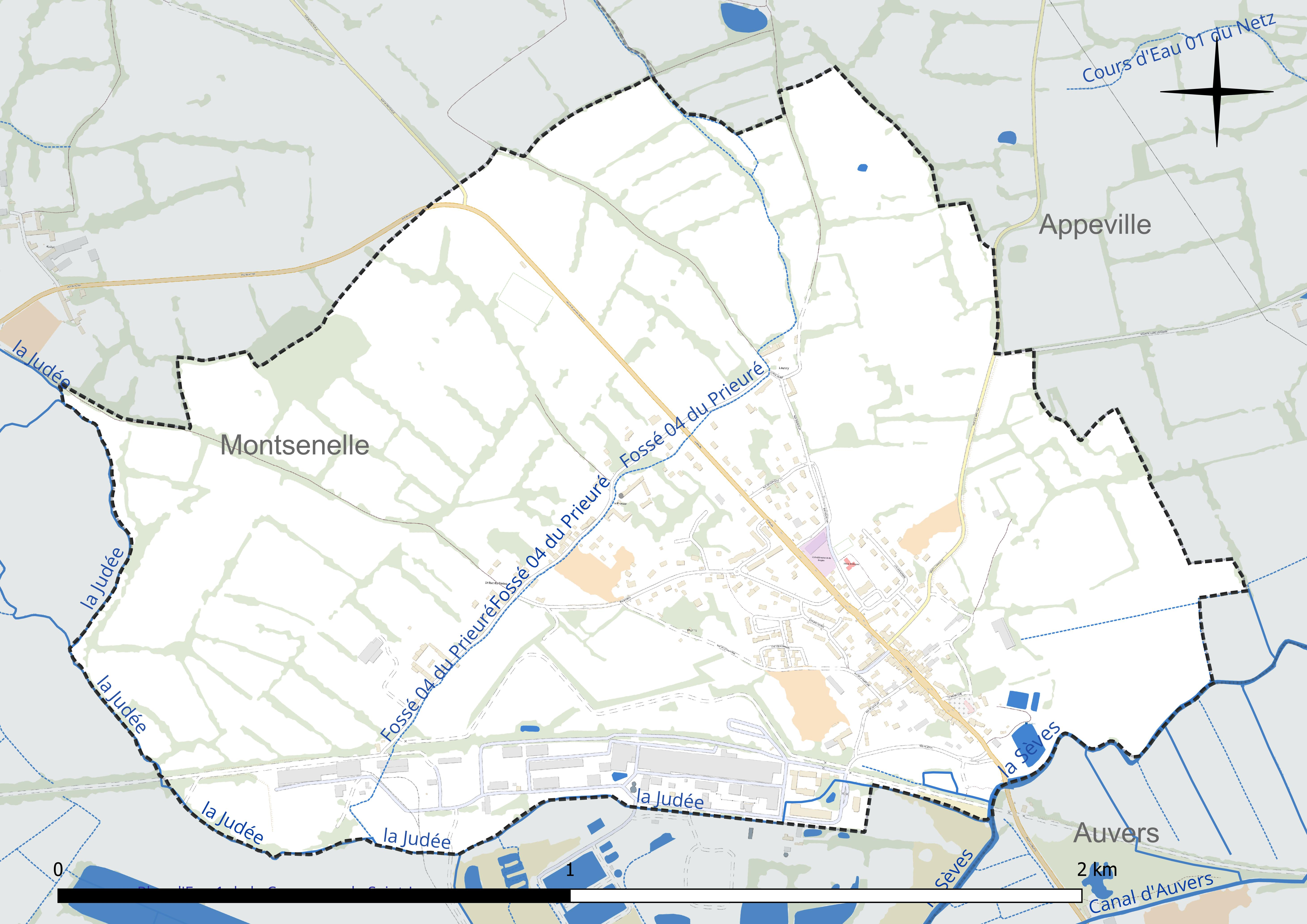
Réseau hydrographique de Baupte.

### Climat
Pour des articles plus généraux, voir Climat de la Normandie et Climat de la Manche.
En 2010, le climat de la commune est de type climat océanique franc, selon une étude du CNRS s'appuyant sur une série de données couvrant la période 1971-2000. En 2020, Météo-France publie une typologie des climats de la France métropolitaine dans laquelle la commune est exposée à un climat océanique et est dans la région climatique  Normandie (Cotentin, Orne), caractérisée par une pluviométrie relativement élevée (850 mm/a) et un été frais (15,5 °C) et venté. Parallèlement le GIEC normand, un groupe régional d'experts sur le climat, différencie quant à lui, dans une étude de 2020, trois grands types de climats pour la région Normandie, nuancés à une échelle plus fine par les facteurs géographiques locaux. La commune est, selon ce zonage, exposée à un « climat maritime », correspondant au Cotentin et à l'ouest du département de la Manche, frais, humide et pluvieux, où les contrastes pluviométrique et thermique sont parfois très prononcés en quelques kilomètres quand le relief est marqué.
Pour la période 1971-2000, la température annuelle moyenne est de 11,2 °C, avec une amplitude thermique annuelle de 11,1 °C. Le cumul annuel moyen de précipitations est de 873 mm, avec 14,2 jours de précipitations en janvier et 7,6 jours en juillet. Pour la période 1991-2020, la température moyenne annuelle observée sur la station météorologique la plus proche, située sur la commune de Sainte-Marie-du-Mont à 13 km à vol d'oiseau, est de 11,6 °C et le cumul annuel moyen de précipitations est de 890,0 mm,. Pour l'avenir, les paramètres climatiques de la commune estimés pour 2050 selon différents scénarios d'émission de gaz à effet de serre sont consultables sur un site dédié publié par Météo-France en novembre 2022.

## Urbanisme

### Typologie
Au 1er janvier 2024, Baupte est catégorisée commune rurale à habitat dispersé, selon la nouvelle grille communale de densité à sept niveaux définie par l'Insee en 2022.
Elle est située hors unité urbaine. Par ailleurs la commune fait partie de l'aire d'attraction de Carentan-les-Marais, dont elle est une commune de la couronne,. Cette aire, qui regroupe 13 communes, est catégorisée dans les aires de moins de 50 000 habitants,.

### Occupation des sols
L'occupation des sols de la commune, telle qu'elle ressort de la base de données européenne d'occupation biophysique des sols Corine Land Cover (CLC), est marquée par l'importance des territoires agricoles (74,1 % en 2018), en diminution par rapport à 1990 (77,8 %). La répartition détaillée en 2018 est la suivante : zones agricoles hétérogènes (58,1 %), zones urbanisées (18,2 %), prairies (8,3 %), zones industrielles ou commerciales et réseaux de communication (7,7 %), terres arables (7,7 %). L'évolution de l'occupation des sols de la commune et de ses infrastructures peut être observée sur les différentes représentations cartographiques du territoire : la carte de Cassini (XVIIIe siècle), la carte d'état-major (1820-1866) et les cartes ou photos aériennes de l'IGN pour la période actuelle (1950 à aujourd'hui).

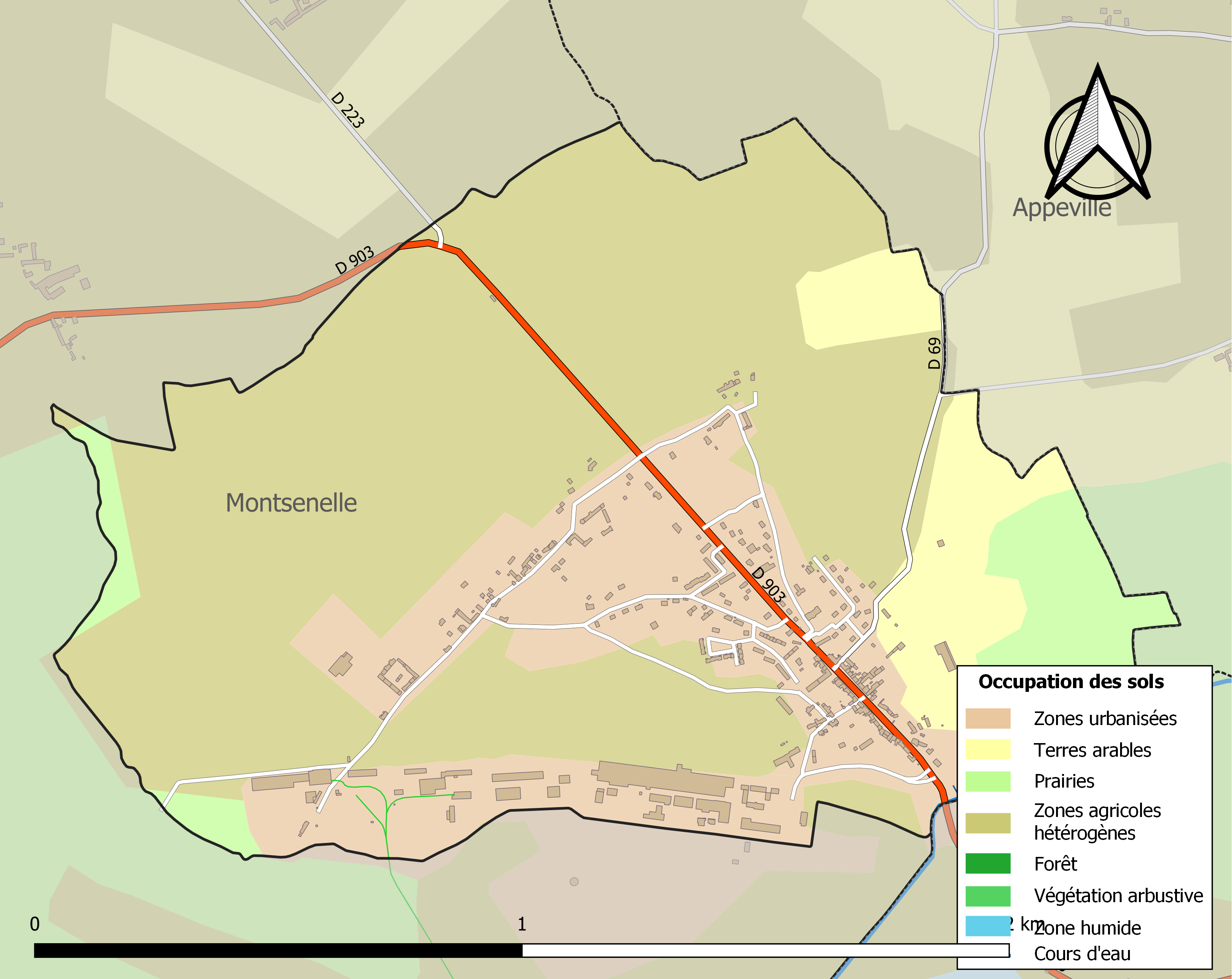
Carte des infrastructures et de l'occupation des sols de la commune en 2018 (CLC).

## Toponymie
Le nom de la localité est attesté sous les formes Balm entre 1066 et 1083, Baltha XIIe siècle, Balte (sans date).
Albert Dauzat indique que ce toponyme est un « nom pré-latin obscur », qu'il accompagne d'un commentaire topographique : « dans une région marégageuse », implicite allusion à Baudre et à la « racine pré-latine baudr- boue ».
Le nom de Baupte est à l'origine de celui du Bauptois, ancien territoire centré sur Baupte.
Le gentilé est Bauptois.

## Histoire
Un marché est cité à Baupte au XIe siècle sous Guillaume le Conquérant. La seigneurie avait le titre de baronnie.
Guillaume (v. 1170), prieur de Baupte, chambrier (économe) de l'abbaye Saint-Étienne de Caen tua le meurtrier de son père. Il obtint du roi Henri II des lettres de grâce ; ses pairs l'ayant condamné. L'évêque de Bayeux le réintégra.
En 1649, Pierre de Baupte († 1699), sieur de Contrepont, écuyer et lieutenant, également garde du corps de Louis XIV, s'illustra face à la mutinerie de Bordeaux lors de l'attaque du château Trompette.
En 1790, Sébastien-René Lavalley de la Hogue (1754-1816) fut le représentant de Baupte à l'Assemblée primaire du canton de Prétot et premier maire de Baupte.

## Politique et administration
| Période                                  | Période   | Identité                | Étiquette | Qualité               |
| ---------------------------------------- | --------- | ----------------------- | --------- | --------------------- |
| …1790                                    | 1790…     | Sébastien René Lavalley |           | Cultivateur           |
| …1974                                    | 1974…     | F. Sébastien Lavalley   |           | Cultivateur           |
| 1800                                     | 1816      | Sébastien René Lavalley |           | Cultivateur           |
| 1816                                     | 1826      | Pierre-François Germain |           | Cultivateur           |
| 1826                                     | 1850      | Jean Auvray             |           |                       |
| 1850                                     | 1871      | Pierre Frémin           |           |                       |
| 1871                                     | 1874      | Armand Mariage          |           |                       |
| 1875                                     | 1884      | Eustache Vichard        |           |                       |
| 1884                                     | 1892      | Désiré Frémin           |           |                       |
| 1893                                     | 1893      | Thomas Bagot            |           |                       |
| 1894                                     | 1900      | Pierre Maloisel         |           |                       |
| 1901                                     | 1907      | Thomas Bagot            |           |                       |
| 1908                                     | 1913      | Félix Ledrieu           |           |                       |
| 1914                                     | 1919      | Victor Vichard          |           |                       |
| 1920                                     | 1925      | Félix Ledrieu           |           |                       |
| 1926                                     | 1935      | Charles Maloisel        |           |                       |
| 1935                                     | 1937      | Gustave Sébire          |           |                       |
| fév. 1937                                | oct. 1937 | Charles Maloisel        |           |                       |
| 1937                                     | 1945      | Pierre Mouchel          |           |                       |
| 1945                                     | 1951      | Désiré Férey            |           |                       |
| 1951                                     | 1987      | Raphaël Goubert         |           |                       |
| 1987                                     | 2001      | Daniel Legastelois      |           |                       |
| mars 2001                                | mai 2020  | Agnès Scelle            | SE        | Cadre                 |
| mai 2020                                 | En cours  | Daniel Thomas           | SE        | Formateur en bâtiment |
| Les données manquantes sont à compléter. |           |                         |           |                       |

## Démographie
L'évolution du nombre d'habitants est connue à travers les recensements de la population effectués dans la commune depuis 1793. Pour les communes de moins de 10 000 habitants, une enquête de recensement portant sur toute la population est réalisée tous les cinq ans, les populations de référence des années intermédiaires étant quant à elles estimées par interpolation ou extrapolation. Pour la commune, le premier recensement exhaustif entrant dans le cadre du nouveau dispositif a été réalisé en 2004.
En 2022, la commune comptait 428 habitants, en évolution de −0,93 % par rapport à 2016 (Manche : −0,31 %, France hors Mayotte : +2,11 %).
| 1793 | 1800 | 1806 | 1821 | 1831 | 1836 | 1841 | 1846 | 1851 |
| ---- | ---- | ---- | ---- | ---- | ---- | ---- | ---- | ---- |
| 241  | 274  | 303  | 296  | 308  | 311  | 309  | 343  | 332  |

| 1856 | 1861 | 1866 | 1872 | 1876 | 1881 | 1886 | 1891 | 1896 |
| ---- | ---- | ---- | ---- | ---- | ---- | ---- | ---- | ---- |
| 333  | 317  | 291  | 272  | 295  | 306  | 289  | 293  | 326  |

| 1901 | 1906 | 1911 | 1921 | 1926 | 1931 | 1936 | 1946 | 1954 |
| ---- | ---- | ---- | ---- | ---- | ---- | ---- | ---- | ---- |
| 289  | 262  | 261  | 220  | 209  | 205  | 190  | 224  | 238  |

| 1962 | 1968 | 1975 | 1982 | 1990 | 1999 | 2004 | 2006 | 2009 |
| ---- | ---- | ---- | ---- | ---- | ---- | ---- | ---- | ---- |
| 343  | 422  | 501  | 520  | 431  | 422  | 415  | 424  | 454  |

| 2014 | 2019 | 2022 | - | - | - | - | - | - |
| ---- | ---- | ---- | - | - | - | - | - | - |
| 435  | 429  | 428  | - | - | - | - | - | - |

## Économie
La commune se situe dans la zone géographique des appellations d'origine protégée (AOP) Beurre d'Isigny et Crème d'Isigny.
L'usine Cargill de Baupte est spécialisée dans la fabrication d'additifs agroalimentaires (épaississants, texturants, gélifiants, stabilisants à base d'algue).
La grande tourbière de Baupte, aujourd'hui fermée, est située juste au sud de la commune, sur le territoire de Gorges.

## Lieux et monuments

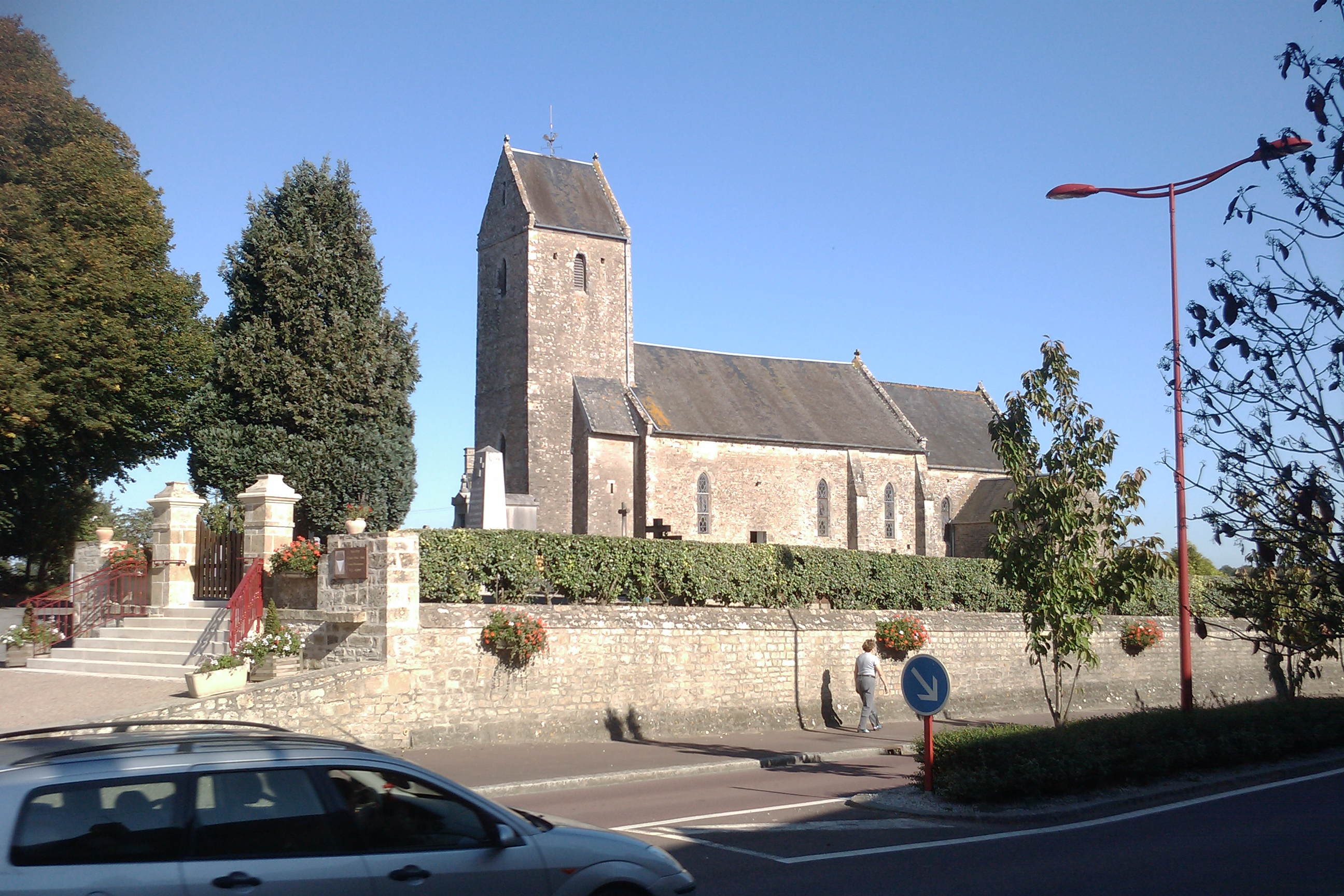
Église Notre-Dame.

- Église Saint-Martin (XVIe – XVIIIe siècles). L'église abrite les statues de saint Sulpice (XVe) et une Vierge à l'Enfant (XVIIIe), ainsi qu'une verrière (XXe) de Maurice Bordereau[22].
- Ferme-manoir du Fresne (XVe – XVIe siècles), avec les vestiges d'un linteau de fenêtre et d'une tour octogonale avec un escalier à vis monumental.
- Ancien prieuré bénédictin de Notre-Dame du Fresne (XVe siècle) avec une entrée double et colombier. Il dépendait de l'abbaye Saint-Étienne de Caen[22]. Il présente des éléments typiques de la fin du XVe ou du début du XVIe siècle (linteau de fenêtre flamboyant, porte armoriée, etc.)[31].